# Мабай
Мабай (кит. спр. 马白镇, піньїнь: Mǎbái Zhèn) — містечко в південнокитайській провінції Юньнань, адміністративний центр повіту Магуань у Веньшань-Мяо-Чжуанській автономній префектурі.

## Географія
Мабай розташовується на півдні Юньнань-Гуйчжоуського плато неподалік від кордону з В'єтнамом — висота понад 1000 метрів над рівнем моря нівелює спекотний клімат низьких широт.

### Клімат
Селище розмістилося у зоні, котра характеризується вологим субтропічним кліматом. Найтепліший місяць — липень із середньою температурою 24.6 °C (76.3 °F). Найхолодніший місяць — січень, із середньою температурою 11.7 °С (53.1 °F).
| Клімат Мабая            | Клімат Мабая | Клімат Мабая | Клімат Мабая | Клімат Мабая | Клімат Мабая | Клімат Мабая | Клімат Мабая | Клімат Мабая | Клімат Мабая | Клімат Мабая | Клімат Мабая | Клімат Мабая | Клімат Мабая |
| Показник                | Січ.         | Лют.         | Бер.         | Квіт.        | Трав.        | Черв.        | Лип.         | Серп.        | Вер.         | Жовт.        | Лист.        | Груд.        | Рік          |
| Середня температура, °C | 11,7         | 13,4         | 17,4         | 20,9         | 23,5         | 24,3         | 24,6         | 24           | 22,6         | 19,9         | 16,2         | 13           | 19,3         |
| Норма опадів, мм        | 17.4         | 24.5         | 39.3         | 83.8         | 152.3        | 192.1        | 235.6        | 249          | 162          | 89.4         | 48.5         | 18.8         | 1312.7       |
| Днів з опадами          | 8,7          | 8,6          | 9,3          | 12,6         | 15,7         | 19,3         | 21,9         | 22,5         | 16,8         | 13,7         | 9,8          | 7,8          | 166,7        |
| Вологість повітря, %    | 81.1         | 80.1         | 75.9         | 76.7         | 77.9         | 80.9         | 82.2         | 82.2         | 81.3         | 81.2         | 80.8         | 79           | 79.9         |
| ----------------------- | ------------ | ------------ | ------------ | ------------ | ------------ | ------------ | ------------ | ------------ | ------------ | ------------ | ------------ | ------------ | ------------ |
| Джерело: Weatherbase    |              |              |              |              |              |              |              |              |              |              |              |              |              |